# Sverker Thorén
Nils Sverker Thorén, född 28 januari 1955 i Hammars församling i Örebro län, är en svensk politiker (liberal) och engelsklärare. Han var ordinarie riksdagsledamot 2002–2006, invald för Kalmar läns valkrets.
I riksdagen var Thorén ledamot i miljö- och jordbruksutskottet, suppleant i justitieutskottet, suppleant i Nordiska rådets svenska delegation och suppleant i näringsutskottet. Han var 2007–2015 ledamot i Folkpartiets partistyrelse.
Sverker Thorén är ledamot i Västerviks kommuns kommunfullmäktige och kommunstyrelse. Thorén var även gruppledare för Liberalerna i Västerviks kommun till 2018. Sedan 2018 är han ordförande i kommunfullmäktige.